# Symphurus callopterus
Symphurus callopterus is een  straalvinnige vissensoort uit de familie van hondstongen (Cynoglossidae). De wetenschappelijke naam van de soort is voor het eerst geldig gepubliceerd in 1989 door Munroe & Mahadeva.
De soort staat op de Rode Lijst van de IUCN als niet bedreigd, beoordelingsjaar 2008.